# Sever a Jih (Gaskellová)
 Sever a Jih (1855, North and South) je román anglické spisovatelky Elizabeth Gaskellové, poprvé vydaný v roce 1855.

## Děj
Sever a Jih vypráví příběh Margaret Haleové, vzdělané a kultivované dívky pocházející z Helstonu v jižní části Anglie, kde, ačkoli její rodina není příliš zámožná, prožila téměř idylické dětství a mládí. Její otec je velmi zásadový muž, kterému se dostalo klasického vzdělání v Oxfordu a který je povoláním pastorem anglikánské církve. Zvrat v Margaretině životě nastane, když se její otec rozhodne, že se celá rodina i s věrnou služebnou Dixonovou přestěhuje do Miltonu, města na severu Anglie. Přesídlení nese zvlášť těžce zejména Margaretina matka, u níž v nezdravém ovzduší Miltonu propukne smrtelné onemocnění.
Milton byl v 50. letech 19. století průmyslovém město zažívající prudký boom průmyslové revoluce, město podnikatelských příležitostí, ale i chudinských čtvrtí, kde žijí v nuzných podmínkách stěsnáni jeho nejchudší obyvatelé. Margaret s nimi hluboce soucítí a s mnoha příslušníky dělnické třídy se i spřátelí, zejména s Higginsem a jeho dcerou Bessy. Higgins je členem odborů a hlavním strůjcem stávky. Je zobrazen jako inteligentní, čestný a přímý člověk, který odsuzuje násilí.
Její sympatie k dělníkům naráží na odpor Johna Thorntona, charismatického továrníka, který chodí na soukromé hodiny k Margaretinu otci a kterého jeho postavení zaměstnavatele předurčuje k tomu, aby stál na opačné straně barikády. John Thornton je ke svým dělníkům tvrdý, ale přímočarý. Margaret ho však viní z pragmatické lhostejnosti k osudům svých zaměstnanců. Thornton naopak zdůrazňuje odpovědnost každého za svůj vlastní osud. Do Margaret se téměř od prvního okamžiku zamiluje, zatímco ona jím kvůli jeho „honbě za penězi“ a podnikatelským aktivitám pohrdá. Pod vlivem nejrůznějších událostí je ale donucena přehodnotit mnohé své názory…
Přitažlivost mezi Margaret a Thorntonem a emoce vroucí pod povrchem ekonomicky prosperujícího Miltonu činí román velmi dynamickým.

## Obecná charakteristika díla
Romantický příběh mezi Margaret Haleovou a Johnem Thorntonem se odvíjí na pozadí hlubokých sociálních nepokojů. Autorka se věnuje postavení ženy ve společnosti v 19. století a otázkám sociálního nepokoje spjatým s dělnickou třídou a vznikem prvních odborových hnutí. Zabývá se etickou stránkou vztahů mezi zaměstnavateli a zaměstnanci a rozdělením práv a povinností na obou stranách. Tato otázka byla v polovině 19. století velmi diskutovaným tématem, zejména kvůli sociálnímu napětí, které zplodily vynálezy průmyslové revoluce a rozvoj podnikání a kapitalismu. V této rovině je v románu klíčovou postavou Higgins, dělník a dobrý přítel Margaret, který je jedním z hlavních podněcovatelů ke stávce ve snaze zlepšit postavení dělnické třídy. Higgins je muž vysokých morálních kvalit, který odsuzuje násilí a jehož jednání má ryze nesobecký charakter. Právě to pomáhá legitimovat jeho činy, ať už mohou být následky různé. Továrny na zpracování bavlny, jednu z nichž vlastní i Thornton, skrývaly pro dělníky i další nebezpečí – vzduchem poletovalo chmýří ze zpracovávané bavlny, které dělníci vdechovali a zanášeli si tak plíce. To jim způsobovalo vážné zdravotní komplikace, mnohdy i smrt.

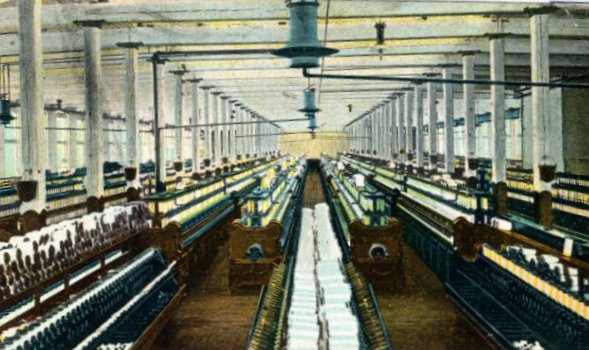
Interiér továrny na zpracování bavlny z 19. století

Gaskellová rovněž velmi věrně a plasticky vykreslila polaritu i v rámci tzv. střední a vyšší třídy, která je rozdělena mezi obchodníky a podnikatele, kteří reprezentují průmyslový sever země, na straně jedné a na vzdělané osoby s „dobrým původem“, kteří představují aristokratický jih a obchodníky ze severu opovrhují jako nízkými.
Tak symbolicky dochází i ke střetu těchto dvou polarizovaných hodnot mezi Margaret Haleovou, která ztělesňuje jižanské kvality, a charismatickým továrníkem Johnem Thorntonem – tvrdým, ale přímočarým a čestným. Oba musí ujít dlouhou cestu, aby odhodili předsudky vůči tomu druhému a pochopili svět toho druhého. To je na straně Thorntona snazší, protože se do Margaret téměř od první chvíle zamiloval, zatímco ona k němu chová od počátku silnou antipatii.

## Hlavní postavy
- Margaret Haleová – hlavní hrdinka
- John Thornton – vlastník továrny na zpracování bavlny, přítel a student Margaretina otce
- Nicholas Higgins – dělník a Margaretin přítel, má dvě dcery, Bessy and Mary
- paní Thorntonová – matka Johna Thorntona, nemá Margaret v lásce
- Bessy Higginsová – dcera Nicholase Higginse, která je těžce nemocná
- Richard Hale – Margaretin otec
- Maria Haleová – Margaretina matka
- Dixonová – služebná u Haleových, velmi oddaná paní Haleové
- pan Bell – dobrý přítel pana Halea, kmotr Margaret a jejího bratra
- paní Shawová – Margaretina teta, Edithina matka, sestra paní Haleové
- Edith Lennoxová – Margaretina sestřenice, dcera paní Shawové, provdaná za kpt. Lennoxe
- Henry Lennox – mladý právník, bratr kpt. Lennoxe, jehož nabídku k sňatku Margaret na počátku románu odmítne
- Frederick Hale – Margaretin starší bratr, který musel uprchnout do Španělska poté, co na lodi, kde se plavil jako důstojník, vypukla vzpoura a on byl označen za jejího vůdce

## Filmové, televizní a divadelní adaptace
Román byl třikrát zfilmován společností BBC ve formě televizní minisérie.
Poprvé v roce 1975 kdy se v hlavních rolích Margaret Haleové a Johna Thorntona představili Rosalind Shanksová a Patrick Stewart a podruhé byl román pod stejným názvem zpracován v roce 2004, a to v režii Briana Percivala. V hlavních rolích Margaret Haleové a Johna Thorntona se představili Daniela Denby-Ashe a Richard Armitage. V roce 2009 román tentokrát ztvárnil režisér Simon Curtis.

## Česká vydání
- Sever a Jih, Čas, Řitka 2012, přeložila Jana Srbová.